# Night Sky with the Naked Eye
Night Sky with the Naked Eye (с англ. — «Ночное небо невооружённым глазом») — научно-популярная книга американского астронома-любителя, блогера и журналиста Боба Кинга. Книга имеет подзаголовок «How to Find Planets, Constellations, Satellites and Other Night Sky Wonders without a Telescope» (с англ. — «Как найти планеты, созвездия, искусственные спутники и другие чудеса ночного неба без телескопа») и описывает объекты и явления, которые можно наблюдать на небе невооружённым глазом, приёмы их наблюдения, полезные приложения и вебсайты.

## Автор
Боб Кинг — астроном-любитель, автор блога «Astro Bob». Он живёт в городе Дулут, штат Миннесота, США и работает редактором фотографий в местной газете Duluth News Tribune. Его статьи публикуются также в научно-популярных изданиях по астрономии, таких как Sky & Telescope и Universe Today.

## Содержание
Книга состоит из 10 глав, каждая из которых посвящена определённому объекту или явлению. В её начале описывается, наблюдение искусственных спутников Земли и Международной космической станции. Постепенно автор переходит к более сложным объектам, заканчивая такими необычными, как лунные гало и кометная пыль. Самая большая глава посвящена наблюдению Луны и Солнца. Рассказывается о наблюдениях, связанных с вращением Земли вокруг своей оси и вокруг Солнца, о движении планет, метеорах, полярных сияниях, затмениях и других явлениях. Отмечаются наиболее известные и интересные звёзды, звёздные скопления и даже внегалактические объекты.
В каждой главе предлагается подборка экспериментальных заданий и целей наблюдения. Некоторые из них являются достаточно простыми («найти Большую Медведицу»), другие же требуют большего опыта наблюдений (например, отслеживание колебаний блеска Алголя). Также в книге описывается подготовка к наблюдению, выбор места, одежды, требуемое оборудование и приёмы чтения карт звёздного неба. Рассказывается о преимуществах использования периферического зрения, названиях деталей лунной поверхности. Наблюдение неба автор связывает с историей человечества, легендами и мифами (древними и современными) о небесных явлениях. Некоторое внимание уделяется культуре наблюдения неба народа Оджибве, коренного для родных мест автора.
Книга снабжена богатым иллюстративным материалом: фотографиями, диаграммами и картами, помогающими найти объекты. Автором большинства из них является сам Кинг.
Книга адресована начинающим наблюдателям, но отдельные наблюдательные задачи могут заинтересовать и более опытных астрономов. Для желающих перейти к инструментальным наблюдениям предлагаются указания по использованию биноклей и телескопов.

## Отзывы
Редактор журнала «Sky & Telescope» Сьюзан Джонсон-Рор отметила глубину опыта и знаний, демонстрируемую автором, а также доступный для понимания стиль и язык книги. По её мнению, книга является увлекающей читателя, и больше похожа на подборку коротких рассказов или повесть, а не на руководство по наблюдению неба. Она рекомендовала книгу как ненавязчивое введение в любительскую астрономию, которое несмотря на наличие чётких заданий, расположенных в определённом порядке, не превращается в трудоёмкий список необходимых к выполнению задач, а ощущается как приключение с новыми открытиями.
Джанлука Маси, итальянский астроном и основатель проекта «Virtual Telescope», также положительно оценил книгу. Он отметил высокое качество печати и иллюстраций, а также лёгкий и увлекательный стиль автора.
В Star Tribune отметили простоту и доступность инструкций по поиску созвездий, а также большое число иллюстраций, но пожаловались на мелкий шрифт, который неудобно читать при слабом освещении. В рецензии в Lake Superior Magazine говорилось, что чтение и следование указаниям книги может стать отличным занятием для тех, кто хочет строить рациональные отношения с нашим миром и наслаждаться тайнами и магией звёздного неба. Также отмечалось, что текст книги рассчитан на длительное чтение, и что увлечённый читатель может провести с ней весь год, наблюдая за сменяющими друг друга небесными явлениями.